# 格曲遗址（丙）
格曲遗址（丙），位于中国青海省尖扎县康扬乡格曲村，为青海省市县级文物保护单位，公布日期为1988年8月24日，类型为古遗址。
格曲遗址（丙）的历史年代为青铜时代。